# Мадс Гансен (футболіст, 2002)
Мадс Крістіан Гансен (дан. Mads Kristian Hansen, нар. 28 липня 2002, Ікаст, Данія) — данський футболіст, вінгер клубу «Норшелланн».

## Ігрова кар'єра

### Клубна
Мадс Гансен народився у місті Ікаст і займатися футболом починав у місцевому однойменному клубі. З дитинства Мадс був фанатом клуба «Мідтьюлланн» і у віці 13 - ти років вступив до академії цього клубу.
Гансен став кращим бомбардиром ліги до 19 - ти років і в липні 2020 року підписав з клубом перший професійний контракт до 2025 року. Пізніше футболіст отримав титул гравця сезону в команді U-19.
Перед початком сезону 2021/22 Гансен був включений в заявку першої команди. Дебютну гру в основі він провів у кваліфікації Ліги чемпіонів на виїзді проти шотландського «Селтіка». 31 липня 2021 року Гансен зіграв першу гру і в чемпіонаті країни.
1 лютого 2022 року Гансен приєднався до клубу «Норшелланн», підписавши контракт до 2026 року. Грати за нову команду футболіст починав на позиції центрального захисника.

### Збірна
З 2019 року Мадс Гансен виступав за юнацькі збірні Данії. У листопаді 2022 року у товариському матчі проти Швеції Гансен дебютував у складі молодіжної збірної Данії.